# Karlsviks naturreservat
Karlsvik är ett naturreservat i Grimetons socken i Varbergs kommun i Halland.
Reservatet ingår i det större Åkulla bokskogar som i sig utgörs av ett antal naturreservat i mellersta Halland med ädellövskog. Karlsvik ligger vid sjön Skärsjön, är skyddat sedan 2009 och är 21 hektar stort.

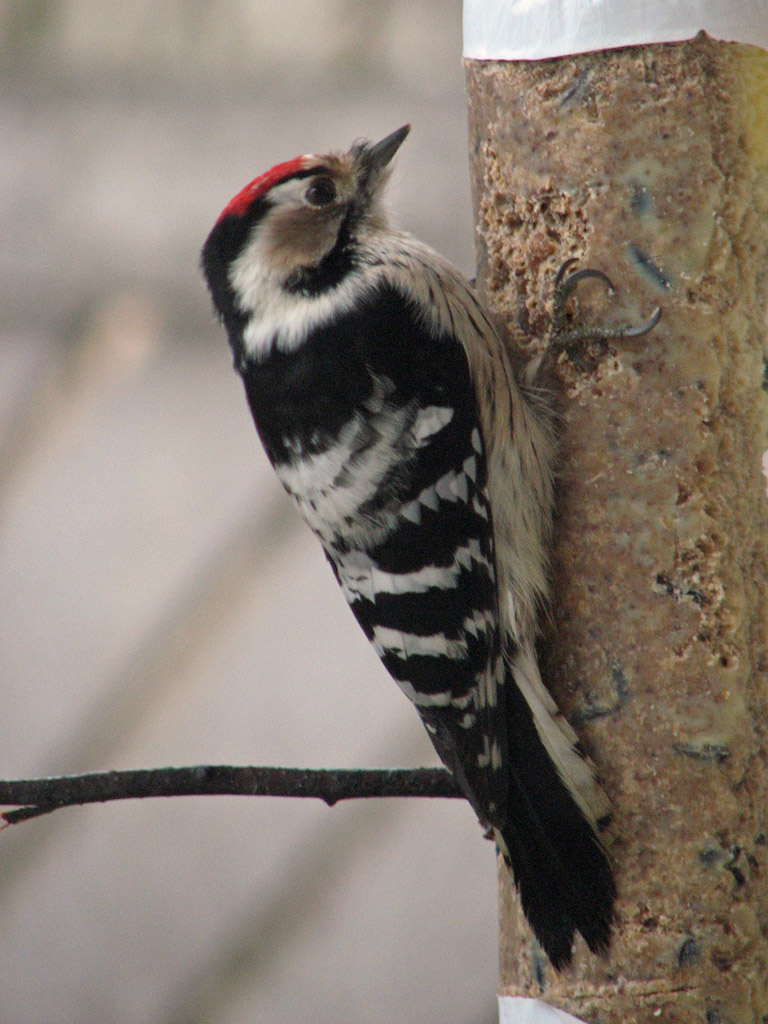
Mindre hackspett har synts i området

Området är kuperat och skogen har fått växa fritt under många år. Här finns mycket död ved och högstubbar. Detta gynnar arter av bland annat insekter som lever i eller på de döda träden. Reservatet omfattar även en del av sjön, som är en näringsfattig klarvattensjö. Här finns bland annat de blågröna alger som lokalt kallas sjöplommon och sjöhjortron.